# David Davis (politico)
Sir David Michael Davis (York, 23 dicembre 1948) è un politico britannico, membro del Partito Conservatore e Segretario di Stato per l'uscita dall'Unione europea dal 2016 al 2018, nel governo di Theresa May. È deputato dal 1997, attualmente per il collegio di Goole and Pocklington, mentre dal 1997 al 2024 lo è stato per il Haltemprice and Howden e dal 1987 al 1997 per Boothferry. Davis entrò nel Consiglio privato di sua maestà nel 1997, avendo ricoperto la carica di Ministro di Stato per l'Europa dal 1994 al 1997.

## Biografia
Nato l'antivigilia di Natale a York da una ragazza madre, fu allevato inizialmente dai nonni materni. In seguito Davis crebbe a Aboyne Estate, presso Tooting, a sud-ovest di Londra ed ebbe il cognome dal patrigno, un tipografo polacco di origine ebraica, che lo adottò dopo aver sposato la madre. Dopo aver frequentato la Bec Grammar School a Tooting, si arruolò prima nell'esercito nel reggimento più famoso d'Inghilterra, le Special Air Service, meglio conosciute con l'acronimo Sas, quindi conseguì la laurea a 25 anni in informatica a Warwick, prese anche un master alla London Business School e un altro alla Harvard University negli Stati Uniti. Iniziò a lavorare presso la Tate & Lyle, rimanendovi per 17 anni e scrivendo anche un libro sulla sua esperienza manageriale: How to turn around a company.
Entrò in Parlamento nel 1987 all'età di 38 anni per il collegio di Boothferry, e fu nominato Ministro per l'Europa dal Primo Ministro John Major nel luglio 1994, detenendo la carica fino alle elezioni generali del 1997. Ebbe in seguito la carica di presidente del Partito Conservatore e vice primo ministro del governo ombra.
Tra il 2003 ed il 2008 fu segretario ombra per gli affari interni nei governi ombra di Michael Howard e David Cameron. Davis era stato in precedenza candidato alla leadership del Partito Conservatore nel 2001 e nel 2005, arrivando rispettivamente quarto e secondo. Il 12 giugno 2008 Davis annunciò inaspettatamente le proprie dimissioni da deputato e fu immediatamente sostituito nella posizione di segretario ombra per gli affari interni. Le sue dimissioni avvennero per forzare lo svolgimento di un'elezione suppletiva nel suo collegio, per il quale si ricandidò, e per promuovere un dibattito pubblico sull'erosione delle libertà civili nel Regno Unito. Davis vinse le elezioni suppletive e rimase deputato per il collegio di Haltemprice and Howden, passando al collegio di Goole and Pocklington alle elezioni del 2024.
Nel luglio 2016, a seguito del referendum sulla permanenza del Regno Unito nell'Unione europea, in cui la maggioranza degli elettori britannici sostenne l'uscita dall'Unione europea, Davis fu nominato dal nuovo Primo ministro Theresa May Segretario di Stato per l'uscita dall'Unione europea, con responsabilità per i negoziati sull'uscita del Regno Unito dalla UE.
Dopo la decisione del Primo ministro May per una soft Brexit e in seguito al Piano di Chequers, l'8 luglio 2018 si dimise dalla carica di Segretario di Stato per l'Uscita dell'Unione europea. Gli successe Dominic Raab.

## Vita privata
Si è sposato nel 1973 con Doreen Cook. Dal matrimonio sono nati tre figli.